# Een goudvis in de jungle
Een goudvis in de jungle is een hoorspel van Richard O’Keeffe. Goldfish in the Jungle werd op 25 september 1974 uitgezonden door de BBC. Het werd vertaald door Justine Paauw en de TROS zond het uit op woensdag 22 november 1978, van 23:00 uur tot 23:39 uur. De regisseur was Bert Dijkstra.

## Rolbezetting
- Guus van der Made (Peter)
- Olaf Wijnants (Ed)
- Hans Karsenbarg (Tim)
- Marijke Merckens (Sandra)
- Frans Kokshoorn (een kaartjesverkoper)

## Inhoud
De auteur stelt dat er tegenwoordig rotlui zijn die van de samenleving een jungle maken. Daarnaast is er de grote massa die met de raddraaiers meeloopt – omdat dat in de mode is – en ten slotte zijn er de enkele goudvissen die daarvan maar al te gemakkelijk de dupe worden. Immers het aantal zelfmoorden onder met name de jongeren neemt beangstigend toe. De verdienste van de auteur ligt hierin, dat hij het stuk niet laat eindigen met een zelfmoord. Integendeel, er is een happy end dat vele goudvissen hoop kan en zal geven…